# 이마이 마사유키
이마이 마사유키(Masayuki Imai, 1961년 4월 21일 ~ 2015년 5월 28일)는 일본의 배우, 각본가, 연출가, 탤런트, 텔레비전 배우이다.
고토구에서 사망하였다. 사인은 대장암이다.

## 방송
- 미야모토 무사시
- 카스텔라
- 내일의, 키타 요시오
- 결혼 피로연 ~ 인생 최악의 3시간 ~
- 굿 럭

## 영화
- 카구라메 (2015년)
- 미야모토 무사시 (2014년)
- 카스텔라 (2013년)
- 트레져 오브 더 블랙 재규어 (2010년) - 카츠 타카 역
- 행복 컴온 (2009년) - 마츠모토 테츠오 역
- 내일의 키타 요시오 (2008년)
- 결혼 피로연 ~ 인생 최악의 3시간 ~ (2007년)
- 극한추리 콜로세움 (2004년)
- 트라이 (2003년)
- 중매결혼 (2000년) - 타누마 켄스케 역
- 보이헌트 (1998년)
- 기프트 (1997년)
- 도쿄 마피아 3 (1996년)
- 도쿄 마피아 2 (1995년)
- 도쿄 마피아 1 (1995년)
- 조용한 생활 (1995년)
- 잠들지 않는 거리 - 신주쿠 상어 (1993년)
- 지골로 어번나이트스토리 (1991년)